# Коморово (Бродницький повіт)
Коморово (пол. Komorowo, нім. Kummerau) — село в Польщі, у гміні Бартничка Бродницького повіту Куявсько-Поморського воєводства.
Населення — 607 особи (2011).
У 1975-1998 роках село належало до Торунського воєводства.

## Демографія
Демографічна структура станом на 31 березня 2011 року:
|          | Загалом | Допрацездатний вік | Працездатний вік | Постпрацездатний вік |
| -------- | ------- | ------------------ | ---------------- | -------------------- |
| Чоловіки | 198     | 36                 | 154              | 8                    |
| Жінки    | 186     | 35                 | 123              | 28                   |
| Разом    | 384     | 71                 | 277              | 36                   |